# Safsaf El Ouesra
Safsaf El Ouesra (em árabe: صفصاف الوسرة) é uma comuna localizada na província de Tébessa, Argélia. A sua população estimada em 2008 era de 6074 habitantes.